# プロテインひろこ
プロテインひろこは、福岡県出身のプロテイン愛好家。プロテインマイスター。

## 経歴
福岡の大学を卒業後、都内の大手機械メーカーに入社。営業職として10年ほど勤務し、IT系ベンチャー企業に転職。多方面で活躍するも、不規則な生活が続いて体調を崩す。
この頃に美容・健康を意識するようになる。一念発起して婚活・ダイエットを開始するが、ズボラな性格がゆえにことごとく失敗。ジムのトレーナーに自身の食事を見てもらったところ、タンパク質不足を指摘される。
指導を受けながら食事改善をする中で、プロテインと出会う。さまざまな商品を試しながら、「運動をしないプロテイン愛好家」として活動を開始。
これまでに飲んだプロテインの種類は200を超える。食品メーカとのコラボや商品開発にも取り組み、多くのメディアに出演。SNSの場を通じて、プロテインの可能性を広める啓蒙活動を行っている。

## 過去の出演番組
- めざましテレビ
- マツコの知らない世界
- メレンゲの気持ち
- NHKニュースシブ5時
- ひかくてきファンです
- アサデス
- めんたいワイド